# Джейсон, Анджу
Анджу Джейсон (англ. Anju Jason; род. 21 ноября 1987, Маршалловы Острова) — маршалловский тхэквондист. Участник летних Олимпийских игр 2008 года.

## Биография
Анджу Джейсон родился 21 ноября 1987 года на Маршалловых Островах.
В 6-летнем возрасте вместе с семьёй перебрался на Гавайи.
Занимался тхэквондо с 9 лет. Тренировался в центре «Оаху» в американской статистически обособленной местности Эйя на Гавайях.
Работал шеф-поваром ресторана азиатской кухни «Панда Экспресс», расположенного на острове Оаху.
1 декабря 2007 года Джейсон стал первым маршалловским спортсменом, квалифицировавшимся на Олимпийские игры. Он выиграл океанийский квалификационный турнир в Нумеа, победив единственного соперника по весовой категории до 90 кг Саймона Ах Хима из Самоа — 4:2.
В 2008 году вошёл в состав сборной Маршалловых Островов на летних Олимпийских играх в Пекине. В весовой категории до 80 кг выбыл в 1/8 финала, проиграв Аарону Куку из Великобритании — 0:7. Был знаменосцем сборной Маршалловых Островов на церемонии закрытия Олимпиады.